# Beaufort (Isère)
Beaufort is een gemeente in het Franse departement Isère (regio Auvergne-Rhône-Alpes) en telt 415 inwoners (1999). De plaats maakt deel uit van het arrondissement Grenoble.

## Geografie
De oppervlakte van Beaufort bedraagt 8,6 km², de bevolkingsdichtheid is 48,3 inwoners per km².
De onderstaande kaart toont de ligging van Beaufort (Isère) met de belangrijkste infrastructuur en aangrenzende gemeenten.

## Demografie
Onderstaande figuur toont het verloop van het inwonertal (bron: INSEE-tellingen).

## Bekende personen uit Beaufort
- Joseph Vacher, seriemoordenaar

1. ↑  Populations de référence 2022.